# 列维·P·莫顿
列维·P·莫顿（英語：Levi P. Morton，1824年5月16日—1920年5月16日），美国政治家、商人、银行家，1889年至1893年第22任美国副总统，他还曾担任美国驻法国大使，纽约联邦众议员，第31届纽约州州长。

## 外部連結
- 在Find a Grave上的列维·P·莫顿